# Исхакова, Фанида Агзамовна
Исхакова Фанида Агзамовна (р. 25 июля 1965 г., д. Кучуково, БАССР) — башкирская писательница. Член Союза писателей РБ (1997).

## Биография
Исхакова Фанида Агзамовна родилась 25 июля 1965 г. в д. Кучуково Учалинского района Башкирской АССР. Училась в Мулдакаевской средней школе. В 1987 г. окончила филологический факультет Башкирского государственного университета. После университета работала в школе, затем в 1989—1992 гг. в Башкирском институте развития образования. В 1994—2010 гг. была сотрудником издательства «Китап», где с 2005 г. работала в должности заведующей редакции, а с 2007 г. выполняла функции начальника отдела художественной литературы. В 2011—2012 гг. Ф. А. Исхакова являлась главным редактором литературно-драматического отдела в Башкирском Академическом Театре Драмы. 

## Творчество
Первые поэтические публикации Фаниды Исхаковой относятся ко времени ее учебы в университете. В этот период написаны и опубликованы поэмы «Крутится Земля» («Ер әйләнә») и «Седой ковыль» («Аҡ ҡылғандар»), баллада «Конь времени» («Ваҡыт аты»). Первый прозаический дебют, научно-фантастическая повесть «Вернусь на рассвете» появилась в 1991 г. на страницах журнала «Агидель». Первый поэтический сборник «Седой ковыль» («Аҡ ҡылғандар») вышел в 1993 г. Основными жанрами творчества Ф. А. Исхаковой являются научная фантастика и философский реализм. Ее перу принадлежат роман «Человек-отражение» (1996; «Кеше-күсермә»), сборники рассказов и повестей «Лунный танец снежинок» (2003; «Аҡ тәңкәләр яуған төн ине…») и «Одно мгновение вечности» (2008), пьеса «Синевласка» (1997; «Зәңгәрсәс»). В 1996 г. опубликован первый рассказ в жанре фэнтези «Охота на волка» («Бүрегә һунар»). Некоторые работы писательницы изданы на русском языке в переводе А. П. Майорова и Г. Я. Хамматовой (сборник «Одно мгновение вечности»), а для произведений последнего периода характерным является то, что автор создает их сразу на двух языках - на башкирском и на русском.
Фанида Исхакова пишет также и для детей. У нее опубликованы более десятка увлекательных повестей для детей, она не раз становилась лауреатом по итогам года газеты «Йэншишмэ» и журнала «Аманат».
В 2009 году писательница написала роман-притчу «Аҡ һәм Ҡара» («Белое и Черное»). В последующие два года ею созданы еще два романа-притчи «Юғалтылған ожмах» (2010; «Потерянный рай») и «Яҙмыштарҙан уҙмыш бар, тиҙәр...» (2011; «Судьбы неизведанные грани»), которые в итоге составили трилогию с единой идейно-художественной концепцией. Эта трилогия наиболее ярко отражает философское мировоззрение писательницы, что проходит лейтмотивом во всех ее произведениях для взрослого читателя.
Роман «Аҡ һәм Ҡара» («Белое и Черное») был издан в 2015 году отдельной книгой. Остальные два романа увидели свет в журнале «Агидель» с 2017 по 2019 гг. В 2020 г. журнал «Агидель» опубликовал пятый роман писательницы «Асманға ашыу» («Прикосновение к Раю»). 
В 2020 г. крупнейшее российское издательство «ЭКСМО» выпустило книгу «Прикосновение к Раю» уже на русском языке. В начале 2021 г. это же издательство представило своим читателям следующий роман писательницы  – книгу «Невидимый человек». 
Лауреат I Республиканского конкурса пьес для детей и юношества (1996).

## Книги
Седой ковыль: Стихи и поэма. Уфа, 1993.;
Хочу быть звездой. В колл. сб. «Волчьи глаза»: Повести и рассказы. Уфа, 1993.;
Человек-отражение: Роман, повесть и рассказы. Уфа, 1996.;
Синевласка. В колл. сб. «Синевласка»: Пьесы. Уфа, 1997.;
Лунный танец снежинок: Повести и рассказы. Уфа, 2003.;
Вернусь на рассвете. В колл. сб. «Бельские просторы»: Повесть. Уфа, 2005.;
Одно мгновение вечности: Роман, повесть и рассказы. Уфа, 2008.;
Белое и Черное: Роман. Уфа, 1915.;
Прикосновение к Раю: Роман-баллада. Москва, 2020.;
Невидимый человек: Роман. Москва, 2021.